# Agylla submacula
Agylla submacula là một loài bướm đêm thuộc phân họ Arctiinae, họ Erebidae.